# قلعه ژسوس
فورت ژسوس به معنای قلعهٔ عیسی (پرتغالی: Forte Jesus de Mombaça، اسپانیایی: Fuerte de Jesús) قلعه‌ای است که در جزیره مومباسا قرار دارد. طراحی این قلعه توسط معمار ایتالیایی Giovanni Battista Cairati بین سالهای ۱۵۹۳ و ۱۵۹۶ انجام شده و بنای آن به دستور پادشاه فیلیپه دوم کاستیل، که همچنین به عنوان پادشاه فیلیپه اول پرتغال و آلگاروس سلطنت می‌کرد، برای محافظت از بندر قدیمی مومباسا ساخته شد. فورت ژسوس تنها قلعه ای بود که توسط پرتغالی‌ها در سواحل سواحیلی نگهداری می‌شد و به عنوان گواهی بر تلاش‌های اولیهٔ موفقیت‌آمیز یک قدرت غربی برای ایجاد نفوذ بر تجارت اقیانوس هند شناخته می‌شود.
کایراتی، طراح قلعه، از معمار ایتالیایی پیترو کاتانئو الهام گرفت، در حالی که سازنده اصلی آن گاسپار رودریگز بود. این قلعه آخرین کار خارج از کشور کایراتی بود. اگرچه طراحی فورت ژسوس نمونه ای از معماری رنسانس است، اعتقاد بر این است که تکنیک‌های سنگ‌تراشی، مصالح ساختمانی و نیروی کار توسط مردم محلی سواحیلی ارائه شده است. این قلعه از آسمان به شکل بدن یک مرد دیده می‌شود و تقریباً مربع است و چهار سنگر در گوشه‌های آن قرار دارد. این قلعه شاهکار استحکامات نظامی اواخر رنسانس در نظر گرفته می‌شود.
فورت ژسوس حداقل ۹ بار بین سال ۱۶۳۱ که پرتغالی‌ها آن را در جنگ با سلطان یوسف بن الحسن مومباسا از دست دادند، تا سال ۱۸۹۵ که تحت سلطه بریتانیا قرار گرفت و به زندان تبدیل شد، میان قدرت‌های مختلف دست به دست شد. پس از اینکه پرتغالی‌ها آن را از سلطان در سال ۱۶۳۲ پس گرفتند، آن را بازسازی کردند و استحکامات بیشتری ساختند و متعاقباً سقوط قلعه را دشوارتر کردند. این قلعه از سال ۱۶۹۶ تا ۱۶۹۸ توسط اعراب عمانی به رهبری سیف بن سلطان مورد محاصره دو ساله قرار گرفت. تسخیر این قلعه توسط عمان، پایان حضور پرتغالی‌ها در سواحیل بود، اگرچه آنها برای مدت کوتاهی بین سال‌های ۱۷۲۸ و ۱۷۲۹ با کمک دولت-شهرهای سواحیلی آن را تصرف کردند و دوباره آن را اشغال کردند. این قلعه از سال ۱۷۴۱ تا ۱۸۳۷ تحت فرمانروایی محلی قرار گرفت، زمانی که مجدداً توسط عمانی‌ها تصرف شد و به عنوان پادگان مورد استفاده قرار گرفت. بریتانیا در سال ۱۸۹۵ این قلعه را گرفت و با تأسیس تحت‌الحمایه آفریقای شرقی (که بعداً در سال ۱۹۲۰ به مستعمره و تحت الحمایه کنیا تغییر نام یافت) منطقه را کنترل نمود.
فورت ژسوس در سال ۱۹۵۸ به عنوان یک پارک ملی اعلام شد و در سال ۲۰۱۱ توسط یونسکو به عنوان میراث جهانی اعلام شد و به عنوان یکی از برجسته‌ترین و به خوبی حفظ شده‌ترین نمونه‌های استحکامات نظامی پرتغالی در قرن شانزدهم مورد توجه قرار گرفت. این قلعه پربازدیدترین جاذبه گردشگری مومباسا است.